# Helena Bonham Carter
Helena Bonham Carter CBE (n. 26 mai 1966, Londra, Anglia, Regatul Unit) este o actriță britanică. Și-a făcut debutul în film cu pelicula A Pattern of Roses. Este cunoscută pentru rolurile sale din seria Harry Potter. A fost nominalizată la Oscar pentru rolul Kate Croy din filmul The Wings of the Dove. Pentru rolul Enid Blyton din filmul Enid a primit o nominalizare la premiile BAFTA, iar prestația sa din Alice în țara minunilor i-a adus o nominalizare la Globurile de Aur. Pentru Oscarul din 2011 a fost nominalizată la categoria Cea mai bună actriță într-un rol secundar, cu filmul The King's Speech, film care a primit 12 nominalizări.

## Biografie
S-a născut la Londra. Mama sa este Elena, psihoterapeut, iar tatăl său, Raymond, fost bancher și reprezentant al Băncii Naționale din Anglia la Fondul Monetar Internațional în anii 60.
 Familia sa are puternice legături politice. Are doi frați, Edward și Thomas. Este rudă îndepărtată cu Ian Fleming, autorul seriei James Bond. A urmat cursurile liceului South Hampstead. Dorința ei era să urmeze mai departe cursurile Cambridge, dar părinții săi nu au fost de acord pentru că le-a fost teamă ca Helena să nu renunțe la ele pentru a-și urma visul de a deveni actriță. Când avea numai cinci ani, mama sa a avut o serioasă cădere nervoasă. Abia după trei ani a reușit să își revină. După cinci ani tatăl său a suferit afecțiune cerebrală care a necesitat o intervenție chirurgicală complicată. În urma acestei operații, tatăl actriței a rămas pe jumătate paralizat, într-un scaun cu rotile.

## Filmografie

### Film

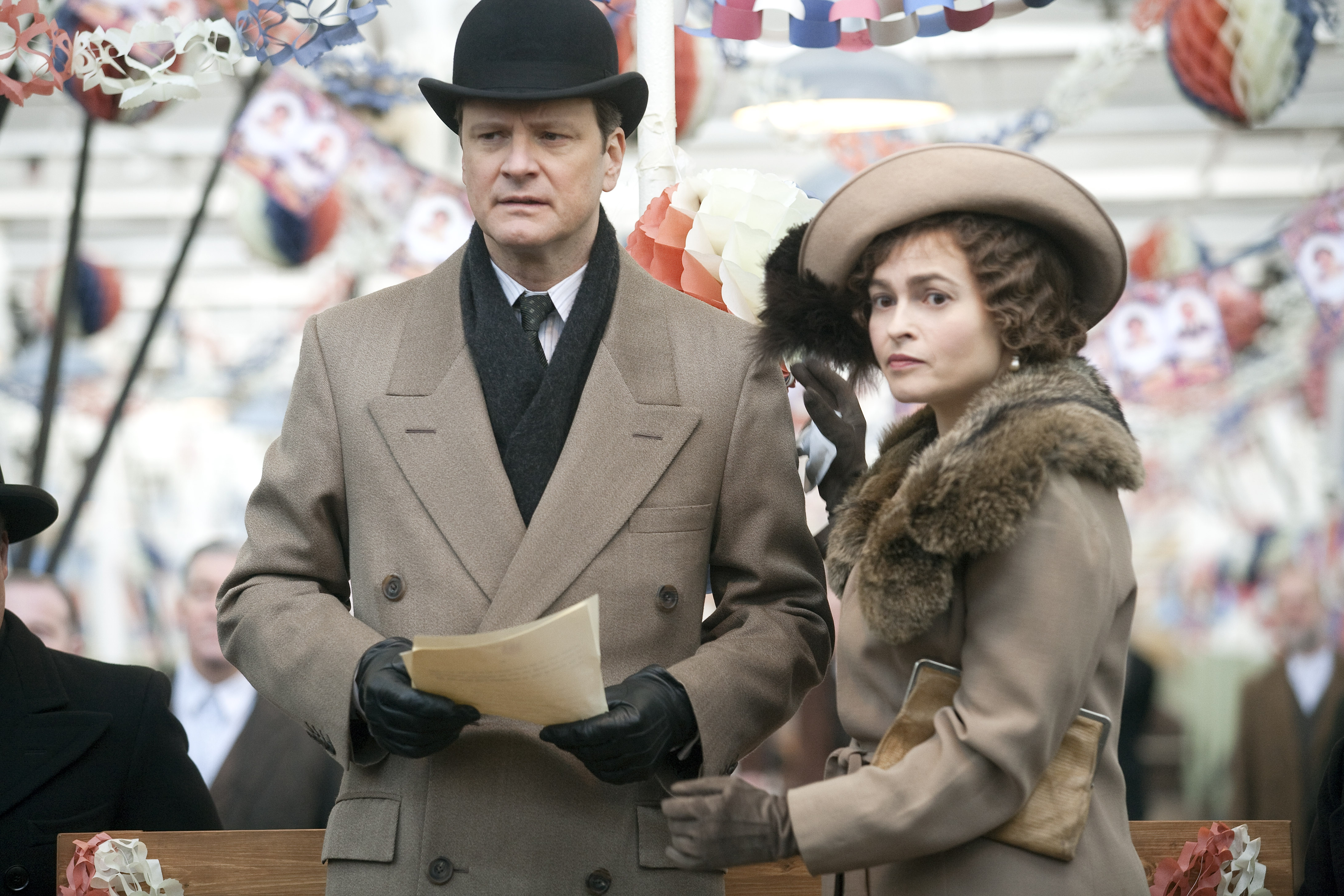
Colin Firth și Helena Bonham Carter în 2009, filmând Discursul regelui (2010)

| An   | Titlu                                               | Rol                              | Note                                  |
| ---- | --------------------------------------------------- | -------------------------------- | ------------------------------------- |
| 1983 | A Pattern of Roses                                  | Netty Bellinger                  |                                       |
| 1985 | A Room with a View                                  | Lucy Honeychurch                 |                                       |
| 1986 | Lady Jane⁠(d)                                        | Lady Jane Grey                   |                                       |
| 1987 | Maurice⁠(d)                                          | Lady at Cricket Match            | (cameo)                               |
| 1987 | A Hazard of Hearts                                  | Serena Staverley                 |                                       |
| 1988 | The Mask                                            | Iris                             |                                       |
| 1988 | Six Minutes with Ludwig                             | The Star                         |                                       |
| 1989 | Francesco                                           | Chiara Offreduccio               |                                       |
| 1989 | Getting It Right⁠(d)                                 | Lady Minerva Munday              |                                       |
| 1990 | Hamlet⁠(d)                                           | Ophelia                          |                                       |
| 1990 | The Early Life of Beatrix Potter                    | Beatrix Potter⁠(d)                |                                       |
| 1991 | Where Angels Fear to Tread⁠(d)                       | Caroline Abbott                  |                                       |
| 1991 | Brown Bear's Wedding                                | White Bear (voce)                |                                       |
| 1992 | Howards End⁠(d)                                      | Helen Schlegel                   |                                       |
| 1993 | Dancing Queen⁠(d)                                    | Pandora/Julie                    | aka Rik Mayall Presents Dancing Queen |
| 1994 | Mary Shelley's Frankenstein                         | Elizabeth Frankenstein           |                                       |
| 1994 | Fatal Deception: Mrs. Lee Harvey Oswald⁠(d)          | Marina Oswald⁠(d)                 |                                       |
| 1994 | A Dark-Adapted Eye                                  | Faith Severn (adult)             |                                       |
| 1994 | Butter                                              | Dorothy                          |                                       |
| 1995 | Mighty Aphrodite⁠(d)                                 | Amanda Weinrib                   |                                       |
| 1995 | Margaret's Museum⁠(d)                                | Margaret MacNeil                 |                                       |
| 1995 | Jeremy Hardy Gives Good Sex⁠(d)                      | Herself (voce)                   |                                       |
| 1996 | Twelfth Night: Or What You Will⁠(d)                  | Olivia                           |                                       |
| 1996 | Portraits chinois                                   | Ada                              |                                       |
| 1997 | The Petticoat Expeditions                           | Narator (voce)                   |                                       |
| 1997 | Keep the Aspidistra Flying⁠(d)                       | Rosemary                         | aka A Merry War                       |
| 1997 | The Wings of the Dove                               | Kate Croy⁠(d)                     |                                       |
| 1998 | Merlin                                              | Morgan le Fay                    |                                       |
| 1998 | Sweet Revenge⁠(d)                                    | Karen Knightly                   |                                       |
| 1998 | The Theory of Flight                                | Jane Thatchard                   |                                       |
| 1999 | Fight Club                                          | Marla Singer⁠(d)                  |                                       |
| 1999 | Women Talking Dirty⁠(d)                              | Cora                             |                                       |
| 1999 | The Nearly Complete and Utter History of Everything | Lily                             |                                       |
| 2000 | Carnivale                                           | Milly (voice)                    |                                       |
| 2001 | Planet of the Apes                                  | Ari                              |                                       |
| 2001 | Novocaine⁠(d)                                        | Susan Ivey                       |                                       |
| 2001 | Football                                            | Mum                              |                                       |
| 2002 | The Heart of Me                                     | Dinah                            |                                       |
| 2002 | Live from Baghdad⁠(d)                                | Ingrid Formanek                  |                                       |
| 2002 | Till Human Voices Wake Us⁠(d)                        | Ruby                             |                                       |
| 2003 | Big Fish⁠(d)                                         | Jennifer Hill/The Witch          |                                       |
| 2004 | Lemony Snicket's A Series of Unfortunate Events     | Beatrice Baudelaire⁠(d)           | cameo, necreditată                    |
| 2005 | Conversations with Other Women⁠(d)                   | Woman                            |                                       |
| 2005 | Magnificent 7                                       | Maggi Jackson                    |                                       |
| 2005 | Wallace & Gromit: The Curse of the Were-Rabbit      | Lady Tottington (voce)           |                                       |
| 2005 | Corpse Bride⁠(d)                                     | Emily the Corpse Bride⁠(d) (voce) |                                       |
| 2005 | Charlie and the Chocolate Factory                   | Mrs. Bucket                      |                                       |
| 2006 | Sixty Six⁠(d)                                        | Esther Reubens                   |                                       |
| 2007 | Harry Potter and the Order of the Phoenix           | Bellatrix Lestrange              |                                       |
| 2007 | Sweeney Todd: The Demon Barber of Fleet Street      | Mrs. Lovett⁠(d)                   |                                       |
| 2009 | Harry Potter and the Half-Blood Prince              | Bellatrix Lestrange              |                                       |
| 2009 | Terminator Salvation                                | Dr. Serena Kogan/Skynet          |                                       |
| 2009 | Enid⁠(d)                                             | Enid Blyton                      |                                       |
| 2009 | The Gruffalo                                        | Mother Squirrel (voice)          |                                       |
| 2010 | Alice in Wonderland                                 | The Red Queen                    |                                       |
| 2010 | Harry Potter and the Deathly Hallows – Part 1       | Bellatrix Lestrange              |                                       |
| 2010 | The King's Speech                                   | Queen Elizabeth                  |                                       |
| 2010 | Toast⁠(d)                                            | Joan Potter                      |                                       |
| 2011 | Harry Potter and the Deathly Hallows – Part 2       | Bellatrix Lestrange              |                                       |
| 2011 | The Gruffalo's Child                                | Mother Squirrel (voce)           |                                       |
| 2012 | Dark Shadows                                        | Dr. Julia Hoffman⁠(d)             |                                       |
| 2012 | A Therapy⁠(d)                                        | Patient                          |                                       |
| 2012 | Great Expectations⁠(d)                               | Miss Havisham⁠(d)                 |                                       |
| 2012 | Les Misérables⁠(d)                                   | Mme. Thénardier⁠(d)               |                                       |
| 2013 | The Lone Ranger⁠(d)                                  | Red Harrington                   |                                       |
| 2013 | The Young and Prodigious Spivet⁠(d)                  | Dr. Clair                        |                                       |
| 2013 | Burton & Taylor⁠(d)                                  | Elizabeth Taylor                 | BBC TV film                           |
| 2014 | Turks & Caicos⁠(d)                                   | Margot Tyrrell                   | BBC TV film                           |
| 2014 | Salting the Battlefield⁠(d)                          | Margot Tyrrell                   | BBC TV film                           |
| 2015 | Suffragette⁠(d)                                      | Edith New                        | Post-producție                        |
| 2015 | Cinderella⁠(d)                                       | The Fairy Godmother⁠(d)           | Post-producție                        |
| 2016 | Alice in Wonderland: Through the Looking Glass      | The Red Queen                    |                                       |

### Televiziune
| An   | Titlu                                             | Rol               | Note                            |
| ---- | ------------------------------------------------- | ----------------- | ------------------------------- |
| 1987 | Miami Vice                                        | Dr. Theresa Lyons | 2 episoade                      |
| 1987 | Screen Two⁠(d)                                     | Jo Marriner       | Episodul: "The Vision⁠(d)"       |
| 1989 | Theatre Night⁠(d)                                  | Raina Petkoff     | Episodul: "Arms and the Man⁠(d)" |
| 1991 | Jackanory⁠(d)                                      | Reader            | 5 episoade                      |
| 1994 | Absolutely Fabulous⁠(d)                            | Dream Saffron     | Episodul: "Hospital⁠(d)"         |
| 1994 | The Good Sex Guide                                | Rolul său         | Episodul: "Episode No.2.1"      |
| 1996 | The Great War and the Shaping of the 20th Century | Vera Brittain⁠(d)  | 2 episoade                      |
| 2003 | Henry VIII⁠(d)                                     | Anne Boleyn       |                                 |
| 2011 | Life's Too Short⁠(d)                               | Rolul său         | Cameo                           |
| 2019 | The Crown                                         | Princess Margaret | 17 episoade                     |
| 2020 | Enola Holmes                                      | Eudoria Holmes    | 7 episoade                      |

### Teatru
| An   | Titlu                      | Rol              | Scena                                    |
| ---- | -------------------------- | ---------------- | ---------------------------------------- |
| 1987 | The Tempest                | Unknown          | Oxford Playhouse⁠(d)                      |
| 1988 | The Woman in White         | Laura Fairlie⁠(d) | Greenwich Theatre⁠(d), Londra             |
| 1989 | The Chalk Garden           | Unknown          | Windsor/Yvonne Arnaud Theatre, Guildford |
| 1991 | The House of Bernarda Alba | Magdalena⁠(d)     | Nottingham Playhouse⁠(d)                  |
| 1992 | The Barber of Seville      | Rosina           | Palace Theatre⁠(d), Watford               |
| 1992 | Trelawney of the Wells⁠(d)  | Imogen Parrot    | Comedy Theatre⁠(d), Londra                |

### Radio
| An   | Titlu                          | Rol                         | Canal                    |
| ---- | ------------------------------ | --------------------------- | ------------------------ |
| 1985 | The Reluctant Debutante        | Unknown                     | Performed on BBC Radio 4 |
| 1989 | The Happiest of All Princesses | Unknown                     | BBC Radio 4              |
| 1993 | The Secret Garden              | Narator                     | By Frances Burnett       |
| 1993 | The Whales' Song               | Narator                     | By Dyan Sheldon⁠(d)       |
| 1994 | The Seagull                    | Nina Mikhailovna Zarechnaya | BBC Radio 4              |
| 1994 | A Dog So Small                 | Narrator                    | By Philippa Pearce⁠(d)    |
| 1994 | The Way to Sattin Shore        | Narator                     | By Philippa Pearce⁠(d)    |
| 1995 | Song of Love                   | Unknown                     | BBC Radio 4              |
| 1995 | Remember Me                    | Narator                     |                          |
| 1996 | I Capture the Castle           | Rose                        | BBC Radio 4              |
| 1997 | A House by the Sea             | Unknown                     | BBC Radio 4              |
| 1997 | The Diary of Anne Frank        | Narrator                    |                          |
| 1998 | Lantern Slides                 | Violet Bonham Carter⁠(d)     | BBC Radio 4              |
| 2000 | As You Like It                 | Rosalind⁠(d)                 | BBC Radio 4              |
| 2004 | The Rubenstein Kiss            | Unknown                     | Postponed                |
| 2010 | Private Lives⁠(d)               | Amanda                      | BBC Radio 4              |